# Okręg wyborczy nr 84 do Sejmu Polskiej Rzeczypospolitej Ludowej (1989–1991)
Okręg wyborczy nr 84 do Sejmu Polskiej Rzeczypospolitej Ludowej (1989–1991) obejmował Mielec oraz gminy Borowa, Cmolas, Czermin, Iwierzyce, Kamień, Kolbuszowa, Mielec (gmina wiejska), Niwiska, Ostrów, Przecław, Raniżów, Ropczyce, Sędziszów Małopolski, Sokołów Małopolski, Stary Dzikowiec, Tuszów Narodowy i Wielopole Skrzyńskie (województwo rzeszowskie). W ówczesnym kształcie został utworzony w 1989. Wybieranych było w nim 4 posłów w systemie większościowym.
Siedzibą okręgowej komisji wyborczej był Mielec.

## Wybory parlamentarne 1989

### Mandat nr 326 –Polska Zjednoczona Partia Robotnicza
| Kandydat | I tura | I tura | II tura | II tura |
| Kandydat | Głosów | %      | Głosów  | %       |
| --- | ------ | ------ | ------- | ------- |
| Lucjan Śliwa                                                                                                  | 7980   | 8,69   | 14 617  | 41,58   |
| Wojciech Kamieniecki                                                                                          | 4775   | 5,20   | 13 261  | 37,72   |
| Marian Stachowicz                                                                                             | 4656   | 5,07   | —       | —       |
| Czesław Piela                                                                                                 | 4602   | 5,01   | —       | —       |
| Edward Guzy                                                                                                   | 4446   | 4,84   | —       | —       |
| Bronisław Okoń                                                                                                | 3819   | 4,16   | —       | —       |
| Władysław Mytych                                                                                              | 3572   | 3,89   | —       | —       |
| Zdzisław Jasina                                                                                               | 2970   | 3,24   | —       | —       |
| Liczba głosów ważnych: 91 822 (I tura) • 35 152 (II tura) Źródło: Państwowa Komisja Wyborcza I tura i II tura |        |        |         |         |

### Mandat nr 327 –Zjednoczone Stronnictwo Ludowe
| Kandydat | I tura | I tura | II tura | II tura |
| Kandydat | Głosów | %      | Głosów  | %       |
| --- | ------ | ------ | ------- | ------- |
| Marian Błach                                                                                                   | 17 130 | 16,97  | 14 471  | 41,27   |
| Stanisław Mazan                                                                                                | 16 370 | 16,22  | 16 628  | 47,73   |
| Aleksander Urban                                                                                               | 7325   | 7,26   | —       | —       |
| Liczba głosów ważnych: 100 943 (I tura) • 35 061 (II tura) Źródło: Państwowa Komisja Wyborcza I tura i II tura |        |        |         |         |

### Mandat nr 328 – bezpartyjny
| Kandydat                                                          | Głosów | %     |
| ----------------------------------------------------------------- | ------ | ----- |
| Stanisław Padykuła                                                | 89 405 | 86,24 |
| Wanda Ziomek                                                      | 4038   | 3,90  |
| Apolinary Rzadkowski                                              | 3568   | 3,44  |
| Jan Chlost                                                        | 2697   | 2,60  |
| Liczba głosów ważnych: 103 671 Źródło: Państwowa Komisja Wyborcza |        |       |

### Mandat nr 454 –Polska Zjednoczona Partia Robotnicza
| Kandydat                                                         | Głosów | %     |
| ---------------------------------------------------------------- | ------ | ----- |
| Krzysztof Grzebyk                                                | 15 689 | 44,71 |
| Barbara Bogusz-Hoszko                                            | 8663   | 24,69 |
| Liczba głosów ważnych: 35 091 Źródło: Państwowa Komisja Wyborcza |        |       |